# 駅馬車 (1939年の映画)
『駅馬車』（えきばしゃ、原題: Stagecoach）は、1939年のアメリカ合衆国の西部劇映画。ジョン・フォード監督。主演はジョン・ウェイン。共演はクレア・トレヴァー 、トーマス・ミッチェル 、ジョージ・バンクロフト。アーネスト・ヘイコックスの1937年の短編小説『駅馬車（原題：The Stage to Lordsburg）』をダドリー・ニコルズが脚色している。

## 概要
アメリカの西部劇映画を語る上で欠かせない名作であり、映画史を代表する傑作として高く評価されている。主演のジョン・ウェインはこの映画に出演する9年前の1930年に「ビッグ・トレイル」で主演に抜擢されたが不評で、その後長い不遇時代を過ごし、B級西部劇映画 に出演しながら俳優としての実力を蓄えて、この映画の演技が認められて以降はジョン・フォード監督作品の看板俳優として主演を務めていくようになり、一躍大スターになった。
西部劇ではあるが、物語は駅馬車に乗り合わせた人々の人間模様が中心で、終盤にアパッチ襲撃と決闘という2つのクライマックスが描かれている。アパッチ襲撃のシーンは大胆なクローズアップによる撮影やヤキマ・カヌートによる見事なスタントで、スピーディーかつダイナミックなアクションシーンとなり、アクション映画史上不朽の名場面となった。1995年にアメリカ国立フィルム登録簿に登録された。2003年にはスティーヴン・ジェイ・シュナイダーの『死ぬまでに観たい映画1001本』にも掲載されている。また、Rotten Tomatoesの支持率100%の映画のうちの１つでもある。

## ストーリー
ジェロニモがアパッチ族を率いて居住地を出たという情報が飛び交っていた頃、アリゾナ準州トントからニューメキシコ準州ローズバーグに向かう駅馬車が出発した。乗客は町から追放されたダラス（クレア・トレヴァー）、アルコール中毒の飲んだくれ医者ブーン（トーマス・ミッチェル）、はるばるバージニアから来て夫のマロリー騎兵隊大尉に会いにいく貴婦人ルーシー（ルイーズ・プラット）、小心者の酒商人ピーコック（ドナルド・ミーク）であった。出発の際に南部出身の賭博師ハットフィールド（ジョン・キャラダイン）が「マロリー夫人の護衛」として乗り込んだ。御者（運転手）のバック（アンディ・ディバイン）とカーリー・ウィルコックス保安官（ジョージ・バンクロフト）が加わり、駅馬車は出発する。
さらに出発してすぐにトントの町はずれで銀行家ヘンリー・ゲートウッド（バートン・チャーチル）が駅馬車に乗り込んできた。彼は5万ドルを横領し、ローズバーグへ逃げて雲隠れするつもりであった。合計8名の駅馬車が砂漠にかかる時、突然銃声がして馬車が止まった。ライフルを軽々とクルリと回して現われたのは脱獄囚のリンゴ・キッド（ジョン・ウェイン）であった。保安官カーリーと御者バックはリンゴ・キッドとは旧知の間柄であった。リンゴが脱獄で500ドルの懸賞金がかけられていることも知っていたが、彼が父と兄弟を殺したプラマー兄弟に敵討ちをするためにローズバーグへ行くことも予知していた。そしてカーリーはリンゴがローズバーグに行くことを予想してこの駅馬車に乗ったのだった。「リンゴがプラマー兄弟と決闘しても殺される」に決まっていると考え、ライフルを取り上げてリンゴを逮捕した。リンゴの父とは同じ牧童仲間で父親代わりであったカーリーにとって、逮捕することがリンゴを安全にする方法であった。また皮肉なことに同乗した飲んだくれ医師ブーンは、かつてリンゴの殺された弟を治療したことがあった。
駅馬車は最初のステーションであるアパッチウェルズに到着する。ここでトントから随行してきた護衛の騎兵隊との交代の部隊がいなかった。ジェロニモがアパッチ族を率いて居住地を出た情報がある中、護衛なしで前進してローズバーグを目指すか、引き返すかの投票が行われ、ローズバーグに向かうことに決定する。
道中の馬車の中で、賭博師ハットフィールドはさかんにルーシーのために気を使い、ルーシーに銀のカップを差し出す。ルーシーはそのカップを見て「これはグリーンフィールド家の紋章では？」 と問う。ハットフィールドはどこかで賭けて儲けたものと云う。ダラスに対しては皆の目は冷たく、無視されている。そのことでリンゴが怒ったりしていた。また酒商人ピーコックが販売拡大の営業のため持ってきたサンプルの酒が、飲んだくれ医師に飲まれてしまう。
次のステーションであるニューメキシコのドライフォークに到着するが、ここでメキシコ人のクリスから「マロリー大尉が負傷してローズバーグに運ばれた」と伝えられてルーシーは倒れる。ルーシーは妊娠していてショックで産気づいてしまう。メキシコ人の牧童たちがジェロニモの襲撃を恐れて夜のうちに逃げ出し、クリスの妻も姿をかくしてしまう。飲んだくれ医師ブーンがコーヒーを浴びるように飲んで正気に戻り、ダラスの助けもあって無事にルーシーは女児を出産する。リンゴは道中親しくなったダラスにプロポーズし、一緒にメキシコに住もうと誘うがダラスは答えなかった。そしてダラスに励まされ、リンゴは敵討ちを諦めメキシコに逃げようとして、アパッチの狼煙を発見する。狼煙は襲撃の合図であった。リンゴはメキシコ行きを諦める。そして駅馬車はドライフォークから川の渡し場に行き、川を渡ってローズバーグを目指そうとした。
だがすでに渡し舟を含め川の渡し場全体が焼討ちにあっていた。そこで駅馬車に筏をつけてそのまま浮かして川を渡りきり、難関を突破した。渡っている間にアパッチの襲撃はなく、一同は安堵するが、渡し場でアパッチの光信号のようなきらめきを見たハットフィールドは警戒を続けていた。危機が去ったとして終着駅がもうすぐだとしてブーンが祝杯を挙げようとしたその瞬間、突然弓矢が飛び込みピーコックの胸に突き刺さった。ついに総攻撃をかけてきたアパッチ族に、駅馬車の男たちは必死に応戦する。バックは腕を打たれ、リンゴが先頭馬まで飛び移り手綱を引いた。やがて弾薬が底をつき、観念したハットフィールドは辱めを受けさせまいと最後の一発をルーシーに向けた時、アパッチの流れ弾に撃たれて命を落とす。その直後にラッパの音が聞こえ騎兵隊が到着し、危機一髪で駅馬車は難を逃れた。結局一人の犠牲者と二人の負傷者と共にローズバーグに到着する。
ローズバーグに着いてから、リンゴはカーリーに「10分だけくれ、絶対に戻るから」と云う。カーリーはライフルを渡して「弾は無いぞ」と云う。しかし実はリンゴは3発だけ隠し持っていた。ダラスにも「きっと戻ってくる」と言い残してプラマー兄弟のいる酒場に一人向かった。酒場ではルーク・プラマーがポーカーをしていて、リンゴ・キッドがやって来たと知らされて、その場に捨てたポーカーのカードはAと8の黒のツー・ペア であった。ルークを筆頭とするプラマー三兄弟はリンゴと酒場の前でにらみ合う。一瞬の銃撃戦の末、酒場に再びルーク・プラマーが戻ってきた。ルークはカウンターに近付いた瞬間に床に倒れた。
リンゴは無傷でダラスの元に戻ってきた。カーリーとブーンが馬車を用意していて、リンゴはカーリーにダラスを牧場まで送るように頼む。カーリーはダラスもリンゴも馬車に乗せて送っていくことにすると言う。そういった後にブーンと馬車から降りる。カーリーとブーンは馬に石を投げ、彼ら（リンゴとダラス）を逃がすのだった。カーリーはブーンに「一杯おごるよ」と誘い、ブーンは「一杯だけな」と答え、ダラスとリンゴの二人が乗った馬車は荒野へ去って行った。

## キャスト
| 役名                                               | 俳優                   | 日本語吹替    | 日本語吹替                                                                     | 日本語吹替                                                     | 日本語吹替 |
| 役名                                               | 俳優                   | TBS版         | NET版                                                                          | PDDVD版                                                        | ?版        |
| -------------------------------------------------- | ---------------------- | ------------- | ------------------------------------------------------------------------------ | -------------------------------------------------------------- | ---------- |
| ダラス                                             | クレア・トレヴァー     | 初井言榮      | 武藤礼子                                                                       | 渡辺つばさ                                                     |            |
| リンゴ・キッド                                     | ジョン・ウェイン       | 前田昌明      | 納谷悟朗                                                                       | 矢嶋俊作                                                       | 小林昭二   |
| バック（御者）                                     | アンディ・ディバイン   | 納谷悟朗      | 相模太郎                                                                       | 菅野裕士                                                       |            |
| ハットフィールド                                   | ジョン・キャラダイン   | 田の中勇      | 北村弘一                                                                       | 岩崎洋介                                                       |            |
| ジョサイア・ブーン医師                             | トーマス・ミッチェル   | 桑山正一      | 大平透                                                                         | 大塚智則                                                       |            |
| ルーシー・マロリー                                 | ルイーズ・プラット     | 北村昌子      | 鈴木弘子                                                                       | 志摩淳                                                         |            |
| カーリー・ウィルコックス保安官                     | ジョージ・バンクロフト | 外山高士      | 川久保潔                                                                       | 柴田秀勝                                                       |            |
| サミュエル・ピーコック                             | ドナルド・ミーク       |               | 清川元夢                                                                       | 安芸此葉                                                       |            |
| ヘンリー・ゲートウッド（鉱員・牧場主向け銀行頭取） | バートン・チャーチル   |               | 宮川洋一                                                                       |                                                                |            |
| 騎兵隊中尉                                         | ティム・ホルト         |               |                                                                                |                                                                |            |
| ルーク・プラマー                                   | トム・タイラー         |               |                                                                                |                                                                |            |
| 以下はノンクレジット                               |                        |               |                                                                                |                                                                |            |
| アパッチ                                           | ジョン・ビッグ・ツリー |               |                                                                                |                                                                |            |
| 騎兵偵察隊                                         | ヤキマ・カヌート       |               |                                                                                |                                                                |            |
| トントの女家主                                     | ノラ・セシル           |               |                                                                                | 並木のり子                                                     |            |
| ビリー・ピケット軍曹                               | フランシス・フォード   |               |                                                                                |                                                                |            |
| ゲートウッド夫人（婦人同盟）                       | ブレンダ・ファウラー   |               | 鈴木れい子                                                                     |                                                                |            |
| ローズバーグ保安官                                 | デューク・R・リー      |               |                                                                                |                                                                |            |
| 宿屋の主人・クリス                                 | クリス・ピン・マーチン |               |                                                                                |                                                                |            |
| ハンク・プラマー                                   | ヴェスター・ペッグ     |               |                                                                                |                                                                |            |
| トントの飲み屋主人・ジェリー                       | ジャック・ペニック     |               | 今西正男                                                                       | 南武真太郎                                                     |            |
| アイク・プラマー                                   | ジョー・リクソン       |               |                                                                                |                                                                |            |
| ヤキマ アパッチのクリスの妻                        | エルビラ・リオス       |               |                                                                                |                                                                |            |
| 不明 その他                                        | N/A                    |               | 鎗田順吉 仲木隆司 水鳥鉄夫 上田敏也 田中康郎 渡辺典子 石森達幸 緑川稔 島木綿子 | 枝木勇介 平林正 西孝貴 永森新太父 手塚瑠美 当間奈津子 山本春香 |            |
| 日本語版スタッフ                                   |                        |               |                                                                                |                                                                |            |
| 演出                                               | 演出                   |               | 春日正伸                                                                       | 椿淳                                                           |            |
| 翻訳                                               | 翻訳                   |               | 宇津木道子                                                                     |                                                                |            |
| 効果                                               | 効果                   |               | 赤塚不二夫                                                                     | 小川高松 恵比須弘和                                            |            |
| 調整                                               | 調整                   |               | 山田太平                                                                       | 恵比須弘和                                                     |            |
| 制作                                               | 制作                   |               | 日米通信社                                                                     | 高砂商事                                                       |            |
| 解説                                               | 解説                   |               | 淀川長治                                                                       | N/A                                                            |            |
| 初回放送                                           | 初回放送               | 1964年8月16日 | 1975年12月28日 『日曜洋画劇場』                                                | N/A                                                            |            |

- NET版は収録時にMEテープ[注釈 4] が無くスタッフが苦労して一から音声を作り上げた。そういった苦労もあり、演出の春日正伸は自身が手掛けた思い出深い作品に『リオ・ブラボー』『怒りの荒野』と共に本作を挙げており、特に本作については「（字幕版より）ぼくが演出した日本語版の方がずっといい」と自負する程の出来になったという[8]。

## 製作
『男の敵』（1935年）などの監督作品がヒットし、人気監督となっていたジョン・フォードは、1937年にアーネスト・ヘイコックスの短編小説『ローズバーグ行き駅馬車（The Stage to Lordsburg）』（日本語版：ハヤカワ文庫『駅馬車』/井上一夫訳）の映画化権を2500ドルで獲得し、ダドリー・ニコルズと脚本を執筆。フォードが所属する20世紀フォックスに企画を持ち込んだが、当時衰退していた西部劇の映画化には興味がなく拒否され、その他大手の会社にも企画を持ち込むも相手にされなかった。そこで、独立プロダクションを立ち上げて製作活動を行っていたウォルター・ウェンジャーに話を持ち込み、53万ドルという低予算で作品を製作することとなった。フォードにとっては『三悪人』（1926年）以来の西部劇映画となった。後にジョン・フォード監督はこの映画の発想源はギ・ド・モーパッサンの短編小説『脂肪の塊』だと語っている
独立プロでの低予算の映画であるため出演料も安かったが、トーマス・ミッチェル、ジョン・キャラダインなどといった芸達者な俳優を集めることに成功した。主演級の俳優については、ウェンジャーはリンゴ・キッド役にゲイリー・クーパー、ヒロインのダラス役にマレーネ・ディートリヒをそれぞれ起用しようと考えていたが、低予算であったため希望は実現せず、ダラス役にクレア・トレヴァー、リンゴ役にフォードの友人でB級映画専門の俳優だったジョン・ウェインという、フォードが希望していた俳優が起用される形となった。しかし、ほとんど無名だったウェインの主役起用は周囲から反対されていたという。

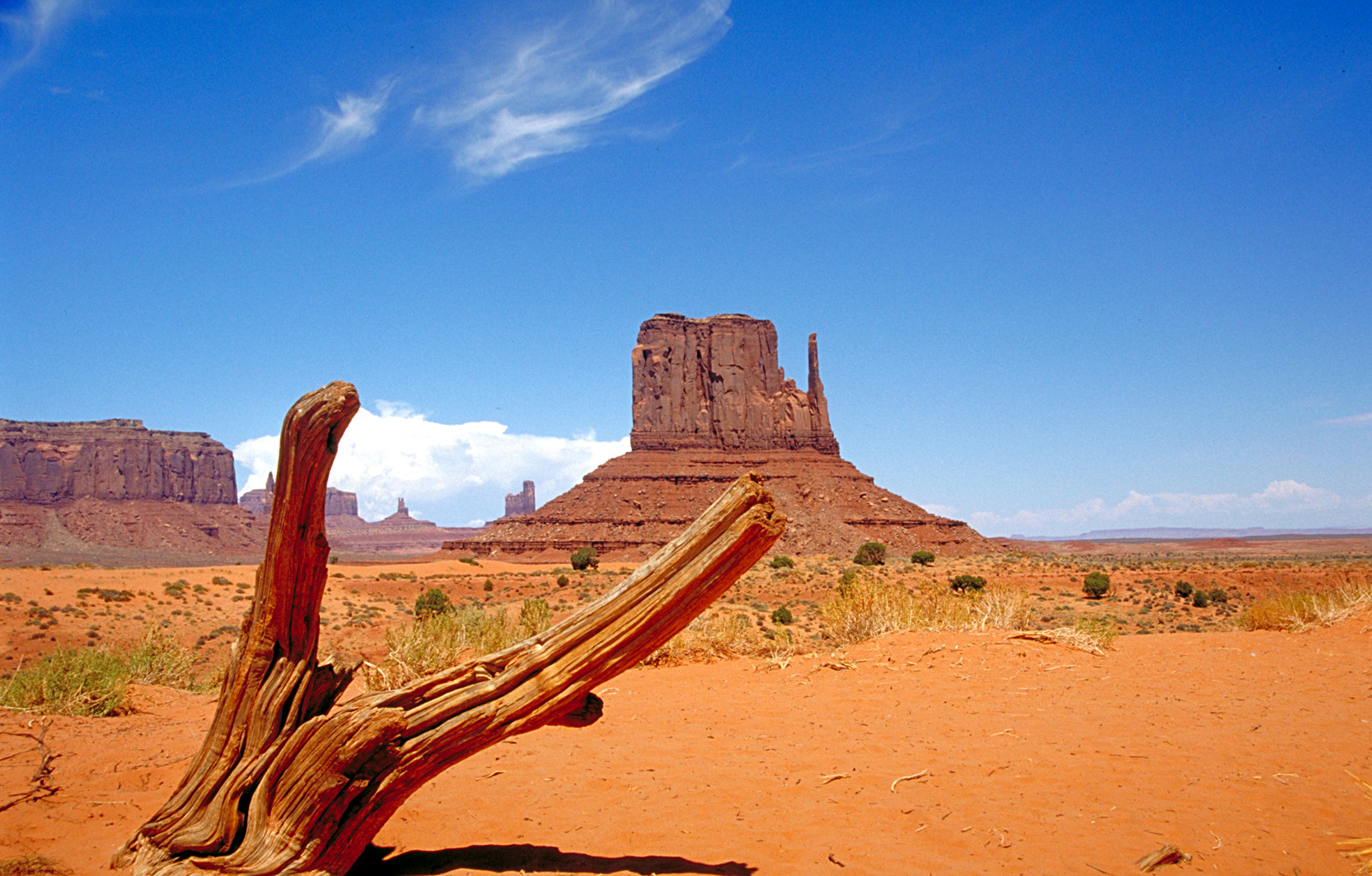
撮影に使われたモニュメント・バレー。

撮影は1938年10月頃に始まり、ユタ州にあるモニュメント・バレーで撮影を敢行した。この撮影以降フォードは多くの監督作品をモニュメント・バレーで撮影し、お気に入りの撮影スポットとした。

また、モニュメント・バレーに住んでいたインディアンのナバホ族が生活に困窮していたことを知った撮影隊は、彼らを撮影の裏方やエキストラとして雇い入れ、スタジオで規定されている報酬を払って生活を助けたというエピソードがあり、ナバホ族の雇用はその後の作品で撮影に来た際も続けていた。
ジョン・ウェインは無名であるにもかかわらず大役に抜擢されたため、共演者やスタッフたちはウェインのことを快く思っていなかった。それを知ったフォードは撮影中にウェインを罵倒し侮辱し徹底的にしごいた。それは共演者たちが駆け出しのウェインに反感を抱かぬようにするためのフォード一流の深謀遠慮であった。
クライマックスのインディアン襲撃の場面はカリフォルニア州にある乾燥湖で撮影が行われ、ウェインのスタントマンとして活躍していたヤキマ・カヌートがスタント・コーディネーターとして起用された。カヌートは馬から駅馬車を引っ張る馬に飛び移り、そこを撃たれ落馬した彼の体の上を馬車が通過するという危険なスタントを披露した。しかし、そんな危険なスタントのおかげでこの場面はハラハラするような迫力あるシーンとなった。

## 公開後
1939年2月15日に公開、批評家から大絶賛され、興行的にも大成功した。この年のアカデミー賞には7部門にノミネートされ、助演男優賞（飲兵衛医者を演じたトーマス・ミッチェルに）と音楽賞をそれぞれ受賞した。しかし作品賞は13もの賞にノミネートされ、8つの賞を獲得した『風と共に去りぬ』が受賞した。
日本では翌1940年6月19日に封切られた。この作品は、淀川長治がユナイテッド・アーティスツ日本支社の宣伝部勤務になって最初に担当した作品であり、『駅馬車』という邦題を考えたのも淀川である。淀川の宣伝活動はやりすぎだったため、一度は会社をクビになるが、作品が大ヒットしたのでクビは撤回された。また、淀川の活動ぶりはアメリカに報告され、後日淀川に作品の製作者であるウェンジャーからサイン入りの銀時計が贈られた。

## 評価
作品は現在も高い評価と人気を受け続けており、映画史上に残る不朽の名作として知られている。映画批評家らを対象にした過去の作品のランキングや投票では必ずと言っていいほど上位にランキングされている。
米国の映画評論サイトであるRotten Tomatoesによれば、批評家の一致した見解は「西部劇のジャンルが提供しなければならない最高のものを代表している『駅馬車』は、ジョン・フォード監督のダイナミックな演出とジョン・ウェインの魅惑的なスター性によってドラマティックな重さを与えられた素晴らしい大冒険作品である。」であり、45件の評論の全てが高評価で平均点は10点満点中9.3点となっている。
また、評価レビュー収集サイトであるMetacriticによれば、15件の評論の全てが高評価であり、平均点は100点満点中93点となっている。
日本での評価も良く、1940年度のキネマ旬報ベストテンに第2位でランクインされた。

ランキング
- 「映画史上最高の作品ベストテン」（英国映画協会『Sight&Sound』誌発表）
  - 1952年：「映画批評家が選ぶベストテン」第24位
  - 1992年：「映画批評家が選ぶベストテン」第41位
- 「AFIアメリカ映画100年シリーズ」
  - 1998年：「アメリカ映画ベスト100」第63位
  - 2008年：「10ジャンルのトップ10・西部劇部門」第9位

以下は日本でのランキング
- 1980年：「外国映画史上ベストテン（キネマ旬報戦後復刊800号記念）」（キネマ旬報発表）第7位
- 1988年：「大アンケートによる洋画ベスト150」（文藝春秋発表）第9位
- 1989年：「外国映画史上ベストテン（キネ旬戦後復刊1000号記念）」（キネ旬発表）第7位
- 1995年：「オールタイムベストテン・世界映画編」（キネ旬発表）第7位
- 1999年：「映画人が選ぶオールタイムベスト100・外国映画編（キネ旬創刊80周年記念）」（キネ旬発表）第7位
- 2009年：「映画人が選ぶオールタイムベスト100・外国映画編（キネ旬創刊90周年記念）」（キネ旬発表）第10位

## 主な受賞歴

### アカデミー賞
受賞
アカデミー助演男優賞：トーマス・ミッチェル
アカデミー作曲・編曲賞：リチャード・ヘイグマン、フランク・ハーリング、ジョン・レイポルド、レオ・シューケン
ノミネート
アカデミー作品賞：ウォルター・ウェンジャー
アカデミー監督賞：ジョン・フォード
アカデミー撮影賞 (白黒部門)：バート・グレノン
アカデミー美術賞：アレクサンダー・トルボフ
アカデミー編集賞：オソー・ラヴァリング、ドロシー・スペンサー

### ニューヨーク映画批評家協会賞
受賞
監督賞：ジョン・フォード

## 主題歌
主題歌：『駅馬車』（映画タイトルと同じ）
イギリス民謡「The Ocean Burial」を編曲したもの。

## 再公開・修復
本作品の権利はもともとユナイテッド・アーティスツが所有していたが、「7年契約ルール」により1946年には権利を製作者のウォルター・ウェンジャーに返還していた。それ以降いくつもの独立系の配給会社が何年も配給を行なっていた。1966年にリメイク版を制作することになる20世紀フォックスがオリジナル作品の著作権をウォルター・ウェンジャーから買い上げ更新ていたが、また後にウェンジャーの死後になってケイディン映画社（Caidin Film Company）を通じ家族に返還された。しかしながら配給権はジュリアン・シュロスバーグが1978年に立ち上げたキャッスルヒル・プロダクションズが保持していたが、2009年にキャッスルヒルが廃業し、同じく彼の所有するウェストチェスター・フィルムに譲渡された。現在、2014年にジュマー・プロダクションズ／ウェストチェスター・フィルム（Jumer Productions/Westchester Films）社を買収したシャウト!ファクトリーが保持している。興業配給は現在ワーナー・ブラザースが取り扱っている。
本作品のネガフィルム原版は紛失もしくは廃棄されており、ジョン・ウェインが映写機にかけたことのないポジティブ・フィルムの形で1本所有していた。1970年に複製ネガフィルムを制作するためにそのポジを使用することを許可し、この複製が現在映画祭などで使用されているもの である。UCLAが1996年に現存する部分からフィルムの完全修復を行ない、ケーブルチャンネルのアメリカン・ムービー・クラシックス（AMC）で公開した。ワーナー・ホーム・ビデオから過去に発売したDVDにはこのレストア版ではなくキャッスルヒル／ケイディン映画版が使用されていた。2010年5月にはデジタルリマスター版のブルーレイとDVDがクライテリオンから発売されている。2014年にはジョン・フォード監督の生誕120年を記念して、デジタルリマスター版が『静かなる男』と共に劇場公開された。
2023年現在は、カラー化されたソフトも発売されている。

## その他
- オーソン・ウェルズはデビュー作である名作『市民ケーン』を製作する時に、この作品を何度も鑑賞して研究していた。
- 小林信彦は、「荒野の決闘」は芸術作品だが「駅馬車」は徹底したエンターティメントである、そしてエンターティメントとしては最高の作品である、と述べている[14]。
- 小津安二郎は、映画が好きな士（さむらい）は勿論、映画が嫌いな野武士も勿論、すでに映画に愛想をつかした牢人(ろうにん)も、これだけは見る必要がある、と述べている。
- 石ノ森章太郎は姉が出した、本作と黒澤明の「七人の侍」の話でスランプを脱したエピソードを語り[15]、またこの駅馬車をはじめ、ウェイン西部劇は石ノ森の仮面ライダーシリーズに深い影響を与え、主に折田至が提唱した[16]。
- 漫画家赤塚不二夫は幼少期にこの映画を見た事がきっかけで、漫画家を志すようになったと言われており、青梅市にある青梅赤塚不二夫会館では、この映画の看板も展示されている。
- 将棋には、「駅馬車定跡」と呼ばれる定跡がある。1948年に塚田正夫名人（当時）と升田幸三八段（当時）の五番勝負・第4局で指されたのが最初とされる。その定跡は、相掛かり相腰掛け銀から、先手が▲2六飛と手待ちをしたのを咎め、角交換から一直線の攻め合いになるものである。駒が次々中央に集まる様子が、当時人気があった「駅馬車」のラストシーンを思い出させるということで、この名前がついた[17]。先手の銀1枚に対し、後手側は銀2枚と金1枚の計3枚が対抗する形になる。塚田-升田戦では、映画とは逆に3枚側が勝利を収めた。駅馬車定跡と命名したのは加藤治郎名誉九段である。

## DVD
ユナイテッド・アーティスツ製作だが現在、米国では版権をキャッスルヒル・プロダクションズ、配給権をワーナー・ブラザースが保有する。日本では東北新社が配給権を持つことから東北新社が正規版DVDを発売中。
日本では著作権の保護期間が終了したことから現在激安DVDが発売されている。